# Li Jing
Li Jing (China, 23 de febrero de 1970) es un gimnasta artístico chino, triple subcampeón olímpico en 1992 en el concurso por equipos, anillas y barras paralelas, y dos veces campeón del mundo, en barras paralelas, en 1989 y 1991.

## Carrera deportiva
En el Mundial celebrado en Stuttgart (Alemania) de 1989 consigue una medalla de oro en barras paralelas, y tres medallas de bronce: en la competición general individual —tras los soviéticos Igor Korobchinsky (oro) y Valentin Mogilny (bronce)— en caballo con arcos —de nuevo tras el soviético Valentin Mogilny y el alemán Andreas Wecker— y en equipos, tras la Unión Soviética y la República Democrática Alemana.
En el Mundial de Indianápolis 1991 gana de nuevo el oro en barras paralelas, y la plata en el concurso por equipos; China queda por detrás de la Unión Soviética y por delante de Alemania.
Y en los JJ. OO. de Barcelona 1992 gana tres medallas de plata: en anillas —tras el participante del Equipo Unificado Vitaly Scherbo—, en barras paralelas —de nuevo tras Vitaly Scherbo— y en equipos —China queda tras el Equipo Unificado y por delante de Japón (bronce)—.